# Windows 10 Mobile
Windows 10 Mobile – system operacyjny dla urządzeń mobilnych będący następcą Windows Phone opracowany przez firmę Microsoft. System został oficjalnie zaprezentowany 21 stycznia 2015 roku w Redmond na konferencji pt. Windows 10: The Next Chapter.
Jest oferowany dla smartfonów oraz tabletów z ekranem poniżej ośmiu cali. Producent ogłosił, że większość smartfonów Lumia z systemem Windows Phone 8.1 otrzyma darmową aktualizację do Windows 10 Mobile i tak też się stało.
Windows 10 Mobile jest systemem już nierozwijanym, zakończenie wsparcia technicznego nastąpiło 14 stycznia 2020 roku. 
W 2025 roku, bez wcześniejszych zapowiedzi Microsoft wyłączył sklep z aplikacjami systemu.

## Nowości w systemie Windows 10 Mobile
- Nowy ekran listy aplikacji z nowo zainstalowanymi widocznymi na samej górze listy
- Ulepszone centrum akcji – rozbudowane powiadomienia zsynchronizowane z PC i powiększona lista szybkich akcji
- Nowe ustawienia systemu
- Nowy pasek powiadomień, pozwoli m.in. na odpowiadanie na wiadomości SMS bez wchodzenia w aplikację Wiadomości
- Przenoszenie klawiatury po ekranie i dostosowanie do pisania jedną ręką
- Uniwersalne aplikacje, które posiadają taką samą funkcjonalność na wszystkich platformach z systemem Windows 10, między innymi: Outlook, Word, Excel, PowerPoint, Kalendarz, Aparat, Kontakty, Muzyka oraz nowe mapy ze zintegrowanym asystentem Cortana
- Nowa przeglądarka internetowa – Microsoft Edge
- Nowy sklep z aplikacjami
- Inne ulepszenia.

## Historia wersji
Podobnie jak Windows 10, system Windows 10 Mobile jest określany przez Microsoft jako usługa (Windows as a service), dzięki czemu system co pewien czas otrzymuje aktualizacje rozszerzające jego funkcjonalność. Microsoft ogłosił, że każda duża wersja będzie wspierana przez 26 miesięcy od momentu jej wydania.
W przypadku systemu Windows 10 Mobile, wersja początkowa – 1507 (build 10240) – nie wyszła poza ramy programu Windows Insider. Było to spowodowane niestabilnym działaniem systemu. Dopiero wersja 1511 trafiła na obsługiwane urządzenia, cztery miesiące po jej wydaniu na komputery.
Poniżej znajduje się historia wersji systemu Windows 10 Mobile.
| Numer wersji                | Data wydania         | Build premierowy | Najnowszy build                                         | Data zakończenia wsparcia |
| --------------------------- | -------------------- | ---------------- | ------------------------------------------------------- | ------------------------- |
| 1511 (November Update)      | 17 marca 2016        | 10.0.10586.164   | 10.0.10586.1356 (3 stycznia 2018; około 7 lat temu)     | 9 stycznia 2018           |
| 1607 (Anniversary Update)   | 16 sierpnia 2016     | 10.0.14393.51    | 10.0.14393.2551 (9 października 2018; około 6 lat temu) | 9 października 2018       |
| 1703 (Creators Update)      | 26 kwietnia 2017     | 10.0.15063.251   | 10.0.15063.1868 (11 czerwca 2019; około 6 lat temu)     | 11 czerwca 2019           |
| 1709 (Fall Creators Update) | 24 października 2017 | 10.0.15254.1     | 10.0.15254.603 (14 stycznia 2020; około 5 lat temu)     | 14 stycznia 2020          |

| Legenda:                     | Legenda:                               |
| ---------------------------- | -------------------------------------- |
| Starsza wersja; niewspierana | Aktualna wersja stabilna; niewspierana |

## Zestawienie urządzeń dopuszczonych do aktualizacji
Urządzenia niedopuszczone do dużej aktualizacji nadal będą otrzymywać aktualizacje zbiorcze w aktualnej dopuszczonej dla nich wersji do czasu zakończenia jej wsparcia.
Poniżej znajduje się lista urządzeń dopuszczonych do aktualizacji.
| Numer wersji                | Oficjalnie dopuszczone urządzenia |
| --------------------------- | --- |
| 1511 (November Update)      | Smartfony z serii Lumia: - L1520 • L929 (Icon) - L430 • L435 • L532 • L535 • L635 (1GB) • L636/L638 • L730 • L735 • L830 • L930 - L540 • L640 • L640XL - L550 • L650 • L950 • L950XL Smartfony innych producentów: - Acer Liquid Jade Primo • Cube WP10 - Acer Liquid M330 • BLU Win HD w510u • BLU Win HD LTE x150q • MCJ Madosma Q501 |
| 1607 (Anniversary Update)   | Smartfony z serii Lumia: - L1520 • L929 (Icon) - L430 • L435 • L532 • L535 • L635 (1GB) • L636/L638 • L730 • L735 • L830 • L930 - L540 • L640 • L640XL - L550 • L650 • L950 • L950XL Smartfony innych producentów: - Acer Liquid M330 • BLU Win HD w510u • BLU Win HD LTE x150q • MCJ Madosma Q501 - HP Elite x3 • Alcatel IDOL 4s • Alcatel IDOL 4 Pro • Alcatel OneTouch Fierce XL • SoftBank 503LV - VAIO Phone Biz • MouseComputer Madosma Q601 • Trinity NuAns NEO |
| 1703 (Creators Update)      | Smartfony z serii Lumia: - L640 • L640XL - L550 • L650 • L950 • L950XL Smartfony innych producentów: - HP Elite x3 • Alcatel IDOL 4s • Alcatel IDOL 4 Pro • Alcatel OneTouch Fierce XL • SoftBank 503LV - VAIO Phone Biz • MouseComputer Madosma Q601 • Trinity NuAns NEO |
| 1709 (Fall Creators Update) | Smartfony z serii Lumia: - L550 • L650 • L950 • L950XL Smartfony innych producentów: - HP Elite x3 • Alcatel IDOL 4s • Alcatel IDOL 4s Pro • Alcatel OneTouch Fierce XL • SoftBank 503LV - VAIO Phone Biz • MouseComputer Madosma Q601 • Trinity NuAns NEO • Wileyfox Pro |

Urządzenia niedopuszczone oficjalnie do aktualizacji mogą ją uzyskać poprzez przystąpienie do programu Windows Insider. Wiąże się to jednak z pewnym ograniczeniem – aktualizacja do danej wersji wykrywana będzie wyłącznie dla urządzeń oficjalnie dopuszczonych do wersji bezpośrednio poprzedzającej (dla przykładu telefony oficjalnie dopuszczone do wersji 1607 mogą zostać zaktualizowane w ramach Windows Insider do wersji 1703, lecz do 1709 już nie).